# Giovanni Garzoni
Giovanni Garzoni (auch Garzo; * 1419 in Bologna; † 28. Januar 1505 ebenda) war ein italienischer Humanist, Rhetoriker und Lehrer.
1466 bis 1505 war er an der Universität Bologna Professor für Medizin. Zu seinen Schülern zählten Erasmus Stella, Theodoricus Block und Christoph von Scheurl. Er war Tutor von Leandro Alberti. Er hinterließ mehrere Schriften.
Zwölf Jahre nach seinem Tod gab Stella die Schrift Johannes Garzo De rebus Saxoniæ, Thuringiæ, Libanothiæ, Misniæ et Lusatiæ heraus.
Der von 1438 bis 1454 als Kirchenrechtler in Padua lehrende Venezianer Giovanni Garzo ist nicht mit Giovanni Garzoni identisch.

## Werke

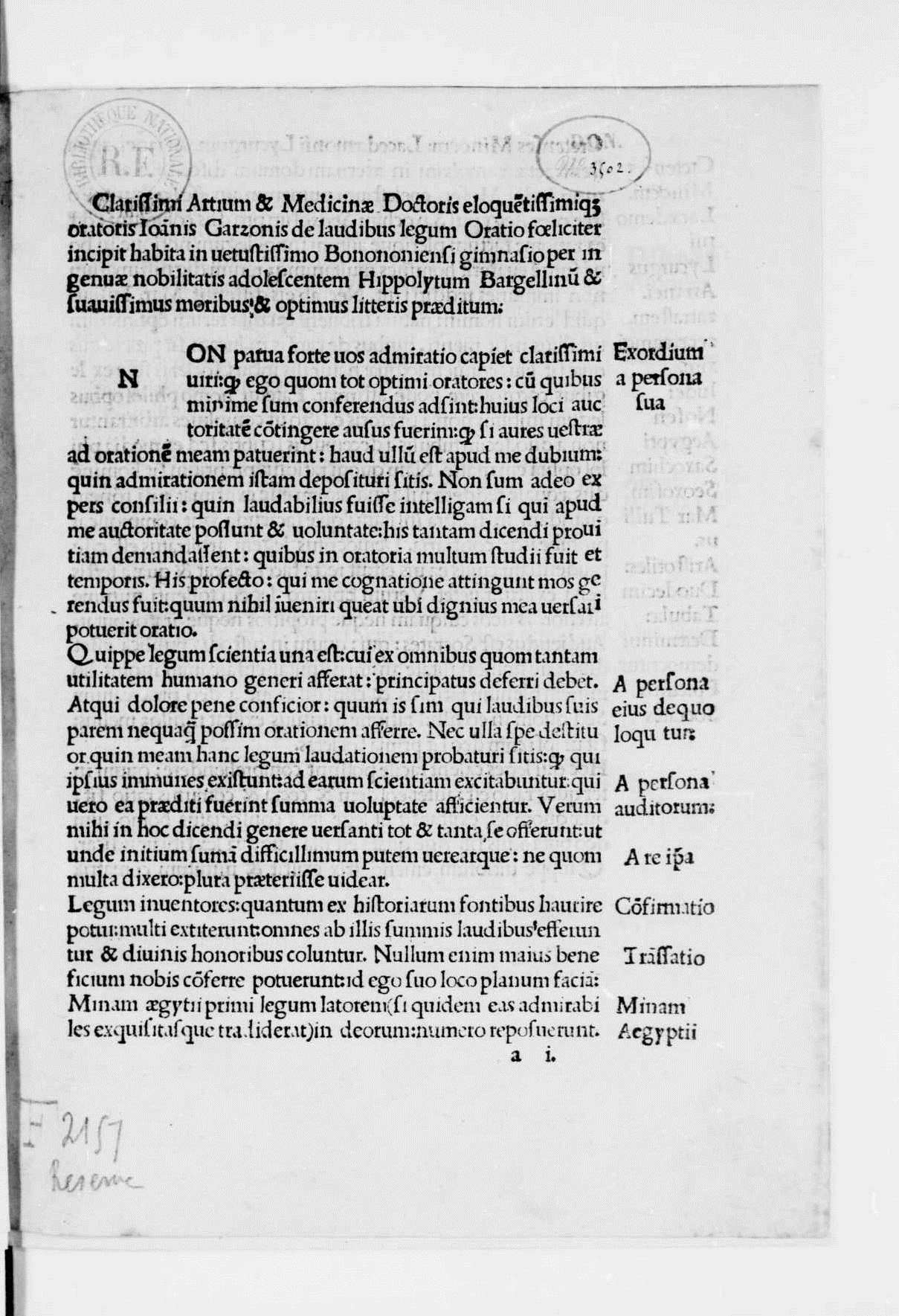
Oratio de laudibus legum, 1499

- Oratio de laudibus legum. Caligola Bazalieri, Bologna 1499 (Latein, beic.it).
- De eloquutione libellus, 1503
- Ad clarissimum virum dominum Ioannem Blanchfeldum berliniensem prohemium in vitam divi Antonii abbatis, 1503
- De Rebus Saxoniae, Thuringiae, Libonotriae, Misnae, Et Lusatiae: 1518
- Chronica. Des Durchleuchtigen, Hochgebornen Fürsten vnd Herrn, Herrn Friderichen, Landgraffen in Düringen, Marggraffen zu Meychssen[et]c.: 1546 (reprinted 1584)
- Historiae Bononienses, reprinted in 2012 by Bononia University Press

## Ausgaben
- Alessandra Mantovani (Hrsg.): Giovanni Garzoni: Historiae Bononienses. Bononia University Press, Bologna 2010, ISBN 978-88-7395-499-6 (kritische Edition)